# Shimatani Hitomi
Shimatani Hitomi (島谷瞳 Shimatani Hitomi, Đảo Cốc Đồng) (sinh 4 tháng 9 năm 1980 tại thành phố Kure, tỉnh Hiroshima) là một nữ ca sĩ nhạc pop người Nhật. Khởi đầu,cô là một ca sĩ hát enka nhưng về sau quyết định chuyển thể loại sang Dance/Pop. Nhạc của Hitomi cũng xuất hiện nhiều trong các video game và anime series.

## Tiểu sử

### Khởi đầu
Thuở nhỏ, Hitomi đã có ước mơ trở thành một ca sĩ nổi tiếng. Khi còn học trung học, cô đã tham dự cuộc thi "The Japan Audition 1997" do công ty âm nhạc Avex Trax tổ chức. Hitomi được chọn trong 200.000 cô gái tham gia và nhận được một hợp đồng thu âm với công ty này. Tuy nhiên, Hitomi muốn hoàn tất việc học tập của mình trước khi thật sự bắt đầu sự nghiệp ca hát. Avex chấp nhận điều đó. Bù lại, Hitomi phải cam kết rằng cô vừa đi học nhưng vẫn phải phải tham dự đầy đủ các buổi học thanh nhạc của công ty, cô đồng ý. Tennis là một môn thể thao yêu thích của Hitomi khi cô còn trẻ.

### Nghệ sĩ Enka
Sau khi học xong và cảm thấy mình đã có đủ tự tin, Shimatani đã cho phát hành single đầu tiên của mình "Osaka no onna" (Người con gái Osaka), một bài hát enka. Mặc dù single này nhận được những lời nhận xét rất tốt, thậm chí cả một số giải thường nhưng doanh thu bán ra lại không cao. Chính vì lý do đó nên Shimatani (hoặc cũng do Avex) đã quyết định đây sẽ là single chấm dứt sự nghiệp enka của cô. Năm 2000, Shimatani thu âm thêm một số bài hát và cho ra đời single thứ 2 "Kaihōku". Đây là một sự thay đổi lớn trong phong cách âm nhạc của cô,bài hát trong single này mang khuynh hướng pop nhiều hơn single đầu tiên.

### Nghệ sĩ nhạc Pop
Cuối cùng thành công cũng mỉm cười với Shimatani khi single thứ ba tựa đề "Papillon" ra đời. Bản tiếng Anh của bài hát này do Janet Jackson trình bày với tên gọi là "Doesn't Really Matter". "Papillon" đã trở thành một bài hit của năm, bán được hơn 200.000 bản. Từ đó, Shimatani được xếp vào hàng top các ca sĩ của AVEX. Tới nay, Shimatani có tổng cộng 5 studio album; 1 album best of compilation; một concept album "Crossover";1 winter-mini album; 23 single.
Những bài hát của cô thường được đặt tên bằng tiếng nước ngoài, ví dụ như Perseus (Trong huyền thoại cổ nổi tiếng của Hy Lạp), Falco (Tiếng Ý nghĩa là "Con ó"), La Fiesta (Tiếng Tây Ban Nha,"Một bông hoa xinh đẹp" hay còn có nghĩa là "Sự tán dương"). Như đã biết, các bài hát của Shimatani xuất hiện nhiều trong các game và anime: "Angelus"-Opening của Inu yasha TV series; "Falco"-1st Opening Law of Ueki; "Taiyou no hana"-Opening cho Black Jack TV series; "Garnet Moon" nhạc nền cho game của máy Playstation 2 tựa đề "Another Century's Episode"; "Shinku" và "Ai no toki" ("Poem of love") đang được mong chờ sẽ xuất hiện trong "Another Century's Episode 3 The Final";năm 2004,bài hát YUME Biyori (nằm trong single cùng tên thứ 13 của cô) được làm nhạc phim Đôrêmon: Nôbita ở vương quốc chó mèo.
Tuy Dance-pop/Techno-pop và phong cách latin đóng vai trò chủ đạo trong âm nhạc của Shimatani từ những ngày đầu, song cô vẫn phát triển giọng ca của mình theo nhiều thể loại khác nhau, minh chứng là album "Crossover", một sự phối hợp giữa pop truyền thống cùng với sự tham gia của dàn nhạc thính phòng mang âm hưởng cổ điển.
Vào ngày 7/3/2007, album thứ 6 Prime Rosa  được phát hành.

### Điện ảnh
Shimatani tham gia "Prince of tennis"-live action với tư cách là diễn viên trong vai một cô gái trẻ, lạc quan, bạn cùng lớp với Najiro Echizen. Cô xuất hiện trong bộ phim truyền hình dài tập "Boku Dake no Madonna". Ngoài ra, Shimatani còn cover lại một bài hát nổi tiếng của Vanessa Hudgens (Movie "High school musical") tựa là "When There Was Me And You" - tên tiếng Nhật "Anata no Ita Toki".